# Ana Dimke
Ana Dimke (* 21. Februar 1967 in Hannover) ist eine deutsche Kunsttheoretikerin und Hochschullehrerin. Sie ist seit 1. Oktober 2022 Präsidentin der Hochschule für Bildende Künste Braunschweig.

## Leben
Nach dem Studium der Kunst, Germanistik und Philosophie an der Hochschule für Bildende Künste Braunschweig und an der Technischen Universität Braunschweig, folgten ein DFG-Stipendium im Graduiertenkolleg „Ästhetische Bildung“ an der Universität Hamburg, die Beschäftigung als wissenschaftliche Mitarbeiterin am Institut „Didaktik der Bildenden Kunst“ und Lehraufträge u. a. an der Kunsthochschule Kassel. Dimke promovierte 2000 an der HBK Braunschweig über Duchamps Künstlertheorie als eine Lektüre zu Vermittlung von Kunst. Im Jahre 2002 wurde sie auf die Juniorprofessur für „Kunst und ihre Didaktik“ an der Bauhaus-Universität Weimar berufen. 2006 nahm sie den Ruf zur Professorin für „Didaktik der Bildenden Kunst“ an der Universität der Künste Berlin an. Von 2007 bis 2011 hatte sie das Amt der Dekanin der Fakultät Bildende Kunst der UdK Berlin inne. Sie war 2011 bis 2015 Rektorin der Hochschule für Grafik und Buchkunst Leipzig. Im Mai 2012 wurde Ana Dimke zur Sprecherin der Rektorenkonferenz der deutschen Kunsthochschulen gewählt. Zum Wintersemester 2022 wurde sie Präsidentin der Hochschule für Bildende Künste Braunschweig.
Als Wissenschaftlerin publiziert sie zur Bildenden Kunst, deren Theorie und Vermittlung, insbesondere zu Marcel Duchamp und den Human-Animal-Studies.